# Палімбія солонцева
Палімбія солонцева, палімбія солончакова як Palimbia salsa (Palimbia rediviva) — вид рослин з родини окружкових (Apiaceae), поширений у Євразії від Румунії до Казахстану й пд.-зх. Сибіру.

## Опис
Багаторічна рослина заввишки 40–100 см. Рослина гола. Листки тільки прикореневі, рано в'януть, на черешках, тричі перисторозсічені, з короткими лінійними або щетинковидними загостреними часточками, зібраними кільцями, пучками або чергово розташованими; стеблові листки складаються з піхви, іноді з сильно редукованою пластиною. Зонтики в широкому волотистому суцвітті, з 3–12 нерівними променями, середні парасольки плодючі, бічні — безплідні, тільки з тичинковими квітками. Плоди довгасті, ≈ 5 мм довжиною.

## Поширення
Поширений у Євразії від Румунії до Казахстану й південно-західного Сибіру.
В Україні вид зростає на солонцях і солончаках, у степах — у Донецькому Лісостепу (Слов'янськ), Степу (на сході й півдні), Криму (на Керченському півострові і ПБК, в ок. смт Планерського), рідко.